# Physcaeneura leda
Physcaeneura leda är en fjärilsart som beskrevs av Gerstaecker 1871. Physcaeneura leda ingår i släktet Physcaeneura och familjen praktfjärilar. Inga underarter finns listade i Catalogue of Life.